# Hotel Bethlehem
El Hotel Bethlehem es un hotel de 125 habitaciones ubicado en Bethlehem, Pensilvania. Construido en 1922, es miembro de Historic Hotels of America y fue construido en un estilo Beaux Arts. Está incluido en el Registro Nacional de Lugares Históricos como parte del Distrito Histórico Central de Belén, que incluye 165 edificios que contribuyen. Reemplazó un hotel que se convirtió de una tienda general en 1822.

## Historia

### Siglo 19
Reemplazó a un hotel que abrió en 1822 en un edificio que anteriormente albergaba la tienda general de 1794, y se conocía como The Golden Eagle, más tarde The Eagle, por un mural de Peter Grosh en la fachada. Este primer hotel fue remodelado en la década de 1870 pero en 1920 fue demolido para ser reemplazado por una estructura más moderna y más resistente al fuego. Bethlehem Hotel Corporation construyó el nuevo Bethlehem Hotel a partir de 1921 con fondos de Charles M. Schwab y otros en Bethlehem Steel, y se inauguró en 1922. El Pioneer Tap Room está decorado con murales de 1937 sobre la historia de Belén del artista militar George Gray, que formaban parte de una serie encargada por el general J. Leslie Kincaid .

### siglo 20
El 29 de enero de 1989 hubo un gran incendio en el cuarto piso. Una invitada enchufó su plancha de viaje, lo que provocó un gran destello en el tomacorriente que rápidamente se incendió. Llamó al vestíbulo del hotel y el personal de recepción intentó apagarlo con una manguera, pero el fuego se salió de control y se extendió hasta el quinto piso. El departamento de bomberos finalmente extinguió el fuego, pero cuatro personas murieron y 14 resultaron heridas. En ese momento, el hotel estaba lleno con 20 jueces y policías en Belén para una convención y una competencia de música universitaria que atrajo a invitados y sus familias.
El antiguo solarium, ahora un restaurante, tiene azulejos originales de Moravia.
Después del cierre de Bethlehem Steel en la década de 1990, el hotel quedó vacío y había planes para convertirlo en una combinación de instalaciones para ancianos y un dormitorio para mujeres para Moravian College. Un grupo de inversionistas locales lo compró y lo renovó ampliamente a fines de la década de 1990. En 2019,  ocupó el tercer lugar en la encuesta USA Today 10 Best Historic Hotels.

## Otras lecturas
- James A. Crutchfield; Bruce A. Haines; Natalie J. Bock (2013). Historic Hotel Bethlehem. Franklin, Tennessee: Grandin Hood. ISBN 9780977128112.

- Datos: Q96381270
- Multimedia: Hotel Bethlehem / Q96381270